# Mundelein, Illinois
Mundelein är en ort (village) i Lake County, i delstaten Illinois, USA. Enligt United States Census Bureau har orten en folkmängd på 31 186 invånare (2011) och en landarea på 24,8 km².